# Teorema di Hahn-Banach
In matematica, in particolare in analisi funzionale, il teorema di Hahn-Banach è un teorema che permette di estendere operatori lineari limitati definiti su un sottospazio di qualche spazio vettoriale a tutto lo spazio, e mostra inoltre che ci sono sufficienti funzionali lineari continui definiti su ogni spazio normato tali da rendere lo studio dello spazio duale interessante. È così chiamato grazie a Hans Hahn e Stefan Banach, che provarono questo teorema indipendentemente l'uno dall'altro negli anni venti del ventesimo secolo.

## Il teorema
Sia {\displaystyle V} uno spazio vettoriale sul campo {\displaystyle K} (che può essere quello reale {\displaystyle \mathbb {R} } o quello complesso {\displaystyle \mathbb {C} }). Una funzione {\displaystyle f:V\to \mathbb {R} } si dice sublineare se:
{\displaystyle f(\gamma x)=\gamma f\left(x\right)\qquad \forall \gamma \in \mathbb {R} _{+}\quad \forall x\in V}
{\displaystyle f(x+y)\leq f(x)+f(y)\qquad \forall x,y\in V}
Ogni seminorma su {\displaystyle V}, ed in particolare ogni norma su {\displaystyle V}, è sublineare.
Si dice inoltre che una funzione {\displaystyle F} è l'estensione di una funzione {\displaystyle f} se il dominio di {\displaystyle F} contiene quello di {\displaystyle f} e le funzioni coincidono in ogni punto del dominio di {\displaystyle f}.

### Enunciato
Il teorema di Hahn–Banach afferma che se {\displaystyle {\mathcal {N}}:V\to \mathbb {R} } è una funzione sublineare e {\displaystyle \varphi :U\to \mathbb {R} } è un funzionale lineare su un sottospazio vettoriale {\displaystyle U\subseteq V} e {\displaystyle \varphi } è dominato da {\displaystyle {\mathcal {N}}} su {\displaystyle U}, ovvero:
{\displaystyle \varphi (x)\leq {\mathcal {N}}(x)\qquad \forall x\in U}
allora esiste un'estensione lineare {\displaystyle \psi :V\to \mathbb {R} } di {\displaystyle \varphi } definita sull'intero spazio. In altri termini, esiste un funzionale lineare {\displaystyle \psi } tale che:
{\displaystyle \psi (x)=\varphi (x)\quad \forall x\in U\qquad \psi (x)\leq {\mathcal {N}}(x)\quad \forall x\in V}
L'estensione {\displaystyle \psi } non è in generale unicamente determinata da {\displaystyle \varphi }, e la dimostrazione non fornisce un metodo per trovare {\displaystyle \psi } nel caso di uno spazio a dimensione infinita {\displaystyle V}, ma si appoggia al lemma di Zorn.
La condizione di sublinearità su {\displaystyle {\mathcal {N}}} può essere leggermente indebolita assumendo che:
{\displaystyle {\mathcal {N}}(ax+by)\leq |a|{\mathcal {N}}(x)+|b|N(y)}
per tutti gli {\displaystyle a} e {\displaystyle b} in {\displaystyle K} tali che {\displaystyle |a|+|b|=1}.

## Dimostrazione
Sia {\displaystyle X} uno spazio vettoriale su {\displaystyle \mathbb {R} } e sia {\displaystyle p:X\to \mathbb {R} } una funzione tale che:
{\displaystyle p(tx+(1-t)y)\leq tp(x)+(1-t)p(y)\qquad \forall \ x,y\in X\quad \forall \ t\in [0,1]}
Sia {\displaystyle Y} un sottospazio di {\displaystyle X} e sia {\displaystyle f:Y\to \mathbb {R} } una funzione lineare tale che:
{\displaystyle f(x)\leq p(x)\qquad \forall \ x\in Y}
Allora esiste una funzione lineare {\displaystyle F:X\to \mathbb {R} } tale che:
{\displaystyle F(x)=f(x)\qquad \forall \ x\in Y}
{\displaystyle F(x)\leq p(x)\qquad \forall \ x\in X}
Per dimostrare questo fatto, sia {\displaystyle z\in X\setminus Y} e si consideri il sottospazio di {\displaystyle X} definito nel modo seguente:
{\displaystyle Y_{z}\doteq \left\{y+az,\ y\in Y,\ a\in \mathbb {R} \right\}}
Si estende {\displaystyle f} su tutto {\displaystyle Y_{z}} ponendo:
{\displaystyle {\tilde {f}}(y+az)\doteq f(y)+a{\tilde {f}}(z)}
dove {\displaystyle {\tilde {f}}(z)} è un numero reale che viene determinato nel seguito. La funzione {\displaystyle {\tilde {f}}} è una estensione lineare di {\displaystyle f}.
Siano ora {\displaystyle y_{1},y_{2}\in Y} e {\displaystyle a,b>0}. Si ha:
{\displaystyle f(ay_{1}+by_{2})=af(y_{1})+bf(y_{2})=(a+b)f\left({\frac {a}{a+b}}y_{1}+{\frac {b}{a+b}}y_{2}\right)\leq }
{\displaystyle (a+b)p\left({\frac {a}{a+b}}y_{1}+{\frac {b}{a+b}}y_{2}\right)=}
{\displaystyle (a+b)p\left({\frac {a}{a+b}}(y_{1}-bz)+{\frac {b}{a+b}}(y_{2}+az)\right)\leq }
{\displaystyle ap(y_{1}-bz)+bp(y_{2}+az)}
Pertanto risulta:
{\displaystyle a\left(f(y_{1})-p(y_{1}-bz)\right)\leq -b\left(f(y_{2})-p(y_{2}+az)\right)}
e quindi:
{\displaystyle {\frac {1}{b}}\left(-p(y_{1}-bz)+f(y_{1})\right)\leq {\frac {1}{a}}\left(p(y_{2}+az)-f(y_{2})\right)\qquad \forall \ y_{1},y_{2}\in Y,\quad \forall a,b>0}
Quindi esiste {\displaystyle c\in \mathbb {R} } tale che:
{\displaystyle \sup _{a>0,y\in Y}\left\{{\frac {1}{a}}\left[-p(y-az)+f(y)\right]\right\}\leq c\leq \inf _{a>0,y\in Y}\left\{{\frac {1}{a}}\left[p(y+az)-f(y)\right]\right\}}
Da tale disuguaglianza si evince che:
{\displaystyle ac\leq p(y+az)-f(y)\qquad \forall \ y\in Y,\quad \forall \ a\in \mathbb {R} }
Si pone quindi:
{\displaystyle {\tilde {f}}(z)=c}
Per ogni {\displaystyle y\in Y} e per ogni {\displaystyle a\in \mathbb {R} } risulta:
{\displaystyle {\tilde {f}}(y+az)=f(y)+ac\leq p(y+az)}
cioè:
{\displaystyle {\tilde {f}}(x)\leq p(x)\qquad \forall \ x\in Y_{z}}
Sia ora {\displaystyle E} l'insieme delle estensioni lineari {\displaystyle e} di {\displaystyle f} tali che {\displaystyle e(x)\leq p(x)} per ogni {\displaystyle x} appartenente al dominio di definizione di {\displaystyle e}. Per il punto precedente {\displaystyle E} è un insieme non banale.
Si definisce in {\displaystyle E} una relazione d'ordine dicendo che {\displaystyle e_{1}\leq e_{2}} se il dominio di definizione di {\displaystyle e_{1}} è contenuto nel dominio di definizione di {\displaystyle e_{2}} e {\displaystyle e_{1}} ed {\displaystyle e_{2}} coincidono sul dominio di definizione di {\displaystyle e_{1}}.
Si consideri un arbitrario sottoinsieme totalmente ordinato di {\displaystyle E}, denotato con {\displaystyle U=\left\{e_{a},a\in A\right\}}, dove {\displaystyle A} è un arbitrario insieme di indici, e sia {\displaystyle X_{a}} il dominio di definizione di {\displaystyle e_{a}\in U}. Si pone {\displaystyle Y=\cup _{a\in A}X_{a}} e, dato {\displaystyle y\in Y}, si definisce {\displaystyle e(y)=e_{b}(y)}, dove {\displaystyle b\in A}
è un qualsiasi indice di {\displaystyle A} tale che {\displaystyle y\in X_{b}}. La definizione di {\displaystyle e} è ben posta, ed {\displaystyle e} è una estensione lineare di ogni {\displaystyle e_{a}\in U}. Inoltre risulta {\displaystyle e(x)\leq p(x)\ \forall x\in Y}.
Si deduce che {\displaystyle e} è un limite superiore per {\displaystyle U}. Essendo {\displaystyle U} un arbitrario sottoinsieme totalmente ordinato di {\displaystyle E} il lemma di Zorn implica che esiste un elemento massimale di {\displaystyle E} denotato con {\displaystyle F}. Sia {\displaystyle {\tilde {Y}}} il dominio di definizione di {\displaystyle F}. Se si mostra che {\displaystyle {\tilde {Y}}=X}, il teorema è provato.
L'insieme {\displaystyle {\tilde {Y}}} è un sottospazio di {\displaystyle X}. Si supponga, per assurdo, che esista {\displaystyle z\in X\setminus {\tilde {Y}}}. Applicando il primo punto al sottospazio:
{\displaystyle {\tilde {Y}}_{z}\doteq \left\{y+az,\ y\in {\tilde {Y}},\ a\in \mathbb {R} \right\}}
si può costruire una estensione non banale di {\displaystyle F} che, per le proprietà dimostrate nel primo punto, contraddice la massimalità di {\displaystyle F} su {\displaystyle E}. Di qui l'assurdo che conclude la dimostrazione.

## Conseguenze
Esistono alcune importanti conseguenze del teorema che talvolta vengono anch'esse chiamate "teorema di Hahn–Banach":
- Se {\displaystyle V} è uno spazio normato con sottospazio {\displaystyle U} (non necessariamente chiuso) e se  {\displaystyle \Phi :U\to K} è lineare e continua, allora esiste un'estensione {\displaystyle \Psi :V\to K} di {\displaystyle \Phi } che è anch'essa lineare e continua e che ha la stessa norma di {\displaystyle \Phi }.
- Se  {\displaystyle V} è uno spazio normato con sottospazio U (non necessariamente chiuso) e se {\displaystyle z} è un elemento di {\displaystyle V} non contenuto nella chiusura di {\displaystyle U}, allora esiste un'applicazione lineare e continua {\displaystyle \Psi :V\to K} con {\displaystyle \Psi (x)=0} per ogni {\displaystyle x\in U}, {\displaystyle \Psi (z)=1}, e {\displaystyle \|\Psi \|=\|z\|^{-1}}.

Il Mizar project ha completamente formalizzato e controllato automaticamente la dimostrazione del teorema di Hahn–Banach nel file HAHNBAN.

## Forme geometriche
Il teorema di Hahn-Banach ha due importanti corollari, noti anche come prima e seconda forma geometrica, la cui formulazione richiede alcune nozioni preliminari. Sia {\displaystyle X} uno spazio vettoriale normato su {\displaystyle \mathbb {R} } e sia {\displaystyle f:X\to \mathbb {R} } un funzionale lineare continuo non nullo. Dato {\displaystyle a\in \mathbb {R} }, l'insieme:
{\displaystyle H\doteq \left\{x\in X:f(x)=a\right\}}
si dice iperpiano in {\displaystyle X} di equazione {\displaystyle f=a}. Dati due sottoinsiemi {\displaystyle A,B} di {\displaystyle X} non vuoti e disgiunti, si dice che l'iperpiano {\displaystyle H} separa {\displaystyle A} e {\displaystyle B} se risulta:
{\displaystyle f(x)\leq a\qquad \forall \ x\in A}
e:
{\displaystyle f(x)\geq a\qquad \forall \ x\in B}
Si dice che l'iperpiano {\displaystyle H} separa {\displaystyle A} e {\displaystyle B} in senso stretto se esiste un numero {\displaystyle \varepsilon >0} tale che:
{\displaystyle f(x)\leq a-\varepsilon \qquad \forall \ x\in A}
e:
{\displaystyle f(x)\geq a+\varepsilon \qquad \forall \ x\in B}
Valgono quindi i seguenti corollari del teorema di Hahn-Banach.

### Prima forma geometrica del teorema di Hahn-Banach
Siano {\displaystyle X} uno spazio vettoriale normato su {\displaystyle \mathbb {R} }, {\displaystyle A,B} due sottoinsiemi non vuoti, convessi e disgiunti di {\displaystyle X} e si supponga che almeno uno di essi sia aperto. Allora esiste un iperpiano di equazione {\displaystyle f=a} che separa {\displaystyle A} e {\displaystyle B}.

### Seconda forma geometrica del teorema di Hahn-Banach
Siano {\displaystyle X} uno spazio vettoriale normato su {\displaystyle \mathbb {R} }, {\displaystyle A,B} due sottoinsiemi chiusi non vuoti, convessi e disgiunti di {\displaystyle X} e si supponga che almeno uno di essi sia compatto. Allora esiste un iperpiano di equazione {\displaystyle f=a} che separa {\displaystyle A} e {\displaystyle B} in senso stretto.